# Філофросіне
Філофросіне, також Юпітер LVIII, тимчасове позначення S/2003 J 15 — нерегулярний супутник Юпітера.

## Відкриття
Відкритий у 2003 року Скоттом Шеппардом та науковою групою з Гавайського університету.
20 серпня 2019 року супутнику було присвоєно назву Філофросіне, в честь персонажа давньогрецької міфології Філофросіни — дочки Гефеста та Аглаї, онуки Зевса.

## Орбіта
Супутник проходить повний оберт навколо Юпітера на відстані приблизно 22 721 000 км. Сидеричний період обертання становить 699,676 земних діб. Орбіта має ексцентриситет ~0,0932.
S/2003 J 15 належить до Групи Карме. Це супутники з радіусами орбіт 23 — 24 Гм навколо Юпітера, що мають нахил орбіти приблизно 150°.

## Фізичні характеристики
Супутник має приблизно 2 кілометри діаметрі, альбедо 0,04. Оціночна густина 2,6 г/см³.